# 40 (U2)
40 is een nummer van de Ierse band U2.
Het nummer is ook bekend onder de naam 40 (How Long). Het nummer verscheen op de albums War en Under a Blood Red Sky en is als single alleen uitgebracht in Duitsland.
De tekst van het nummer is een modificatie van Psalm 40. Kenmerkend aan het nummer is het refrein van het nummer: "How long to sing this song?" wat zich meerdere keren herhaalt.
40 werd voor het eerst live ten gehore gebracht op 26 februari 1983 in Dundee en is sindsdien meer dan 300 keer gespeeld tijdens concerten van de band. Elk concert tijdens de War Tour werd afgesloten met 40. Tijdens optredens wisselen bassist Adam Clayton en gitarist The Edge van instrument.
Bono · The Edge · Adam Clayton · Larry Mullen jr.